# Бодилчетата
„Бодилчетата“ (на английски: The Wild Thornberrys Movie) е американски анимационен филм от 2002 г., базиран на едноименния сериал. Режисиран от Кати Малкасиан и Джеф Макграт, продуциран е от Nickelodeon Movies и Klasky Csupo, и е разпространен от Paramount Pictures. Филмът е пуснат на 20 декември 2002 г. и спечели над 60 млн. долара в световен мащаб. Филмът е номиниран за най-добра оригинална песен в 75-тите награди „Оскар“, който го прави първият и единствен филм, който е базиран от Nicktoon, за да бъде номиниран. Това е също третият филм да е базиран от поредиците на Klasky Csupo (след „Дребосъчетата: Филмът“ и „Дребосъчетата в Париж“). Кросоувър филмът/продължение, озаглавено „Дребосъчетата се развихрят“, е пуснат на 13 юни 2003 г.

## Озвучаващи артисти
| Актьор                 | Роля                                        |
| ---------------------- | ------------------------------------------- |
| Лейси Чабърт           | Елизабет „Елиза“ Торнбери                   |
| Тим Къри               | Найджъл Торнбери Полковник Радклиф Торнбери |
| Джоди Карлайл          | Мериън Торнбери                             |
| Даниел Харис           | Дебора „Деби“ Торнбери                      |
| Флий                   | Донал Майкъл „Дони“ Торнбери                |
| Том Кейн               | Дарвин Торнбери                             |
| Лин Редгрейв           | Корделия Джазмин МакГолд Торнбери           |
| Рупърт Еверет          | Слоан Блекбърн                              |
| Мариса Томей           | Бриета „Брий“ Блекбърн                      |
| Брок Питърс            | Джомо                                       |
| Алфри Удард            | Акила                                       |
| Кимбърли Брукс         | Тали                                        |
| Крий Съмър             | Фаедра                                      |
| Бренда Бетлин          | Алис Джун Феъргуд                           |
| Оба Бабатунде          | Боко                                        |
| Кевин Майкъл Ричардсън | Шамана Мниямбо                              |
| Мелиса Грийнспан       | Сара Уелингтън                              |
| Тара Стронг            | Ученички                                    |
| Хинден Уолш            | Ученички                                    |
| Мей Уитман             | Ученички                                    |
| Роджър Л. Джаксън      | Реджи и Тъндър                              |
| Джон Касир             | Катерици                                    |
| Чарлс Шонеси           | Катерици                                    |
| Джеф Купууд            | Рейнджър Тим                                |
| Били Браун             | Носорози                                    |
| Ърл Боен               | Горила                                      |
| Мади Люис              | Дженюъри Рейнълдс                           |

## В България
В България филмът е издаден на VHS от 4 юни 2003 г. от Александра Видео.
На 26 юли 2009 г. е излъчен по Нова телевизия с български дублаж на Арс Диджитал Студио. Екипът се състои от:
| Преводач            | Яна Янева                                                                    |
| Тонрежисьор         | Михаил Михайлов                                                              |
| Режисьор на дублажа | Венета Маринова                                                              |
| Озвучаващи артисти  | Силвия Русинова Татяна Захова Елена Русалиева Светломир Радев Радослав Рачев |